# 24130 Alexhuang
24130 Alexhuang là một tiểu hành tinh vành đai chính với chu kỳ quỹ đạo là 1221.0833058 ngày (3.34 năm).
Nó được phát hiện ngày 4 tháng 11 năm 1999.